# Frederik Gottschalck Haxthausen den yngre

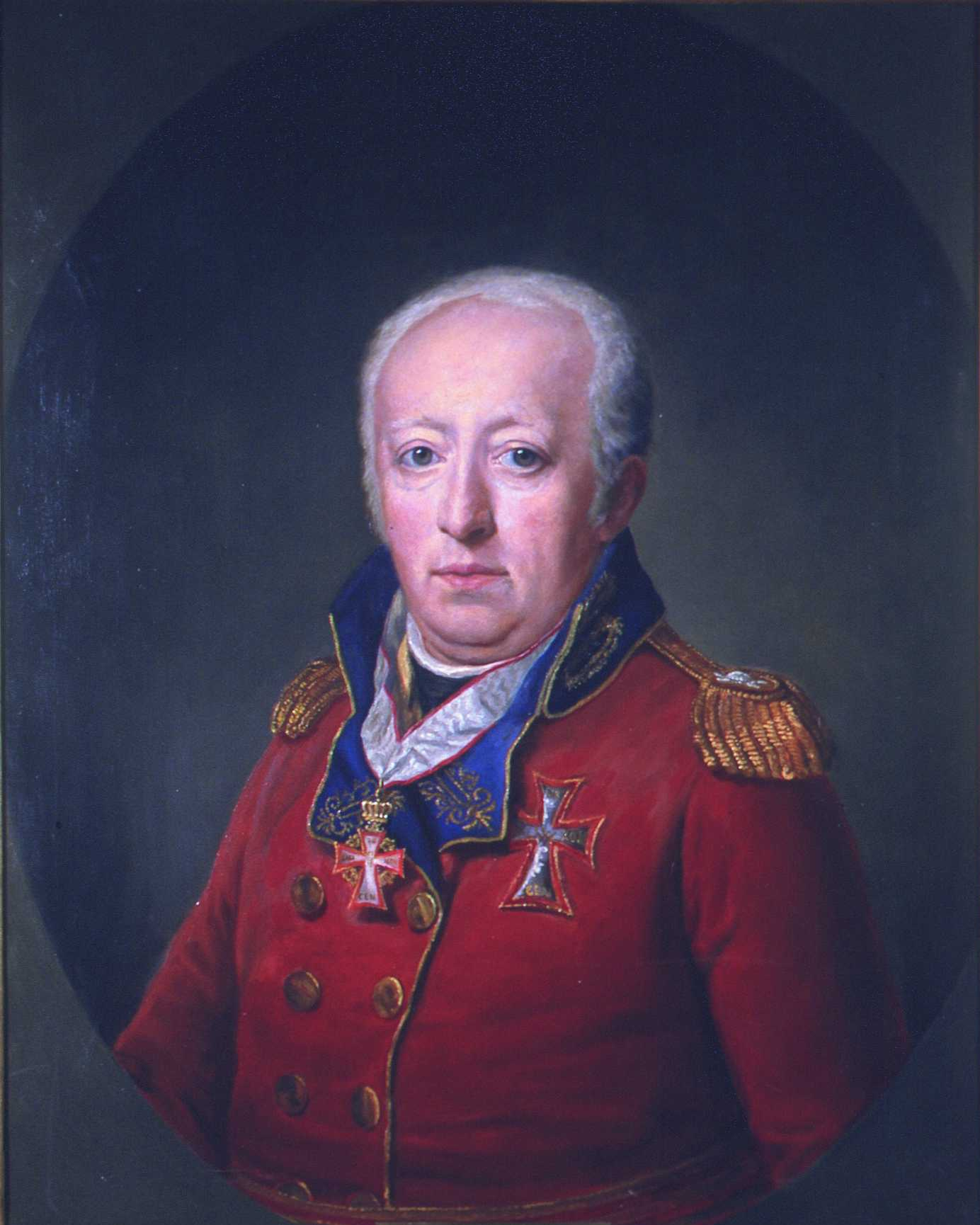
Frederik Gottschalk von Haxthausen, porträtterad av Wilhelm Holter.

Frederik Gottschalck Haxthausen, född den 14 juli 1750 i Köpenhamn, död den  6 juli 1825 i Kristiania (nuvarande Oslo), var en norsk officer. Han var son till Frederik Gottschalck Haxthausen den äldre och far till Louise von Stedingk.
Haxthausen tjänstgjorde 1788 som major och generaladjutant hos prins Karl av Hessen vid inryckningen i Sverige, blev samma år intendent för norska hären och 1802 generalmajor och direktör för militärinstitutet. Han var en duktig och initiativrik administratör, men ansågs egennyttig och girig. År 1814 spelade han en inte obetydlig roll som Kristian Fredriks regeringsråd och statsråd, men nödgades av allmänna opinionen nedlägga sina ämbeten. Han blev 1815 åtalad inför riksrätt framför allt med hänsyn till sitt förhållande till vapenvilan och konventionen i Moss. Han friades från vidare åtal, men dömdes att betala rättegångskostnader. Även Överkrigskommissionen och Höjesteret frikände honom. År 1817 fick han avsked från alla sina ämbeten.